# Buchungssystem
Unter einem Buchungssystem versteht man eine Computeranwendung, mit der Ressourcen zeitlich begrenzt und konfliktfrei reserviert werden können. Die Software enthält häufig ein integriertes Abrechnungssystem und kann in neueren Versionen auch online von Kunden selbst zur Buchung benutzt werden. Meist handelt es sich um eine branchentypische Abwandlung eines Warenwirtschaftssystems, z. B. für Hotellerie, Gastronomie, in Kinos und Theatern, sowie für das Management von Veranstaltungen mit begrenzter Teilnehmerzahl, aber auch bei der Reservierung von Reiseplätzen wird es eingesetzt.

## Komponenten
Buchungssysteme bestehen heutzutage aus einem Content-Management-System für die Darstellung der verfügbaren Ressourcen sowie aus mehreren angebundenen Datenbanken und einer verknüpfenden Middleware.
Viele verschiedene Werkzeuge für Reservierungsbestätigung, Rechnungsstellung und Mahnwesen werden in einem Buchungssystem verknüpft. Schnittstellen zu Telefonanlagen, Kassensystemen, aber auch der Datenexport an externe Finanzbuchhaltungen sind heute neben einer Office-Anbindung Standard.

## Historie

### Buchungssysteme früher
Die Reisebuchung über Telefon und Fax ist sehr zeitintensiv, auch wenn viele Unternehmen das sogar heute noch gerne tun.
Seit den 1960er Jahren hat sich die computerunterstützte Bearbeitung durchgesetzt.
Mit den ersten Geschäftsreisen während des Wirtschaftsbooms Ende der 1960er arbeiteten Anbieter, Reisebüros und Kunden noch weitgehend ohne EDV. Die Reservierung findet also manuell per Telefon oder Fax statt. Durch die Erfindung des Computers in den 1970er Jahren geht der Trend eindeutig in Richtung Digitalisierung, denn schon bald wurden durch die Entwicklung von Reservierungssysteme eine elektronische Erfassung der Buchung durch das Reisebüro möglich und bereits Ende 1980er stehen erste Vorläufer zu heutigen Reiseabrechnungssysteme für Endanwender zur Verfügung.
Die Etablierung des Internets in den 1990er ermöglichte dann eine weltweite und multifunktionale digitale Vernetzung. Die ersten Produkte zur Reisebuchung durch einen B2B-Anwender (cytric, Amadeus eTravel und weitere) entstehen, ebenso wie B2C-Webseiten der Anbieter.
Die Beteiligung eines Reisebüros ist damit reduziert oder gar nicht mehr erforderlich.

### Ab 2000: Self Services – eTickets
Eine Vielzahl von Systemen für verschiedenste Prozesse sorgt dafür, dass fast alle Tätigkeiten durch den Anwender/Besteller selbst übernommen werden können. Spezialwissen des Reisebüros ist für viele Vorgänge nicht mehr erforderlich.
Softwarehersteller verfolgen die Idee von Employee Self Services und bieten darauf zugeschnittene Produkte an. SAP bietet als einer der ersten Hersteller ein echtes End2End System an, das B2B Reiseanträge, Reisebuchungen und Reiseabrechnungen in einem einzigen System verwalten kann. Die Buchung und Abrechnung von Geschäftsreisen können durch den Reisenden selbst erfolgen. Das Reisebüro unterstützt durch Qualitätssicherung und mit Fachwissen.
Für den B2C-Bereich entstehen bei allen Anbietern und Reiseveranstaltern Buchungsmöglichkeiten auf eigenen Webseiten. In touristischen Reisebüros werden eigene Zugänge dafür angeboten, um die Provisionszahlung an den Vermittler auch weiterhin anbieten zu können.
Buchungen von Reiseleistungen sind damit in verschiedenen Kanälen auch ohne Reisebüro möglich.

### Ab 2005: Zerfall der GDS Landschaft – Cloud
Vor allem im Bahnbereich setzt sich die Buchung direkt beim Anbieter durch. In der Folge werden Arbeitsplätze beim Reisebüro umstrukturiert, da die bisherigen Bahnteams nicht mehr erforderlich sind. Auch im Hotel- und Flugbereich wandern signifikante Mengen an Buchungen vom Reisebüro ins Internet. Die Entscheidung über den Buchungskanal liegt beim Anwender.
Die verfügbare Bandbreite beträgt bis zu 2.048 kBit/s. Damit stehen neue Integrationsmöglichkeiten zur Verfügung. Erste Cloud Architekturen kommen auf.
Die verfügbaren B2B-Online Booking Engines beginnen damit, neben GDS Zugängen auch Direktbuchungen bei den Anbietern zu unterstützen. Gleichzeitig entstehen die ersten hybriden Architekturen, bei denen der End2End Prozess auf verschiedenen Systemen unterschiedlicher Hersteller abgebildet wird. (cytric + SAP FI-TV und weitere). Neue Anbieter entstehen, fast alle davon in der Cloud.
Die Bearbeitung von B2B und B2C Buchungen beim Anbieter und im Reisebüro erfolgt zunehmend digital. Elektronische Tickets werden zunehmend Standard.
In der Folge erfährt der GDS Markt eine Phase der Konsolidierung. Worldspan, Galileo und Apollo werden von Travelport übernommen.

### Ab 2010: Smartphones – Apps – Siegeszug von Cloud Computing
Die Zeit ab 2010 ist gekennzeichnet durch den Siegeszug mobiler Endgeräte und die Entwicklung dafür geeigneter Software. Zu dieser Zeit werden bestehende Anwendungen aus der Desktop Welt für mobile Nutzung befähigt. Bisherige Webseiten zur Buchung erhalten parallel eine App-Version.
Für besondere Zwecke werden auch Apps entwickelt, die den Reisenden durch Bereitstellung von Informationen unterstützen. Als Beispiele seien Google Maps und Währungsrechner.
Mobiles Internet ist im städtischen Raum gut verfügbar. Die verfügbare Bandbreite steigt weiter an. Die ersten Online-Händler steigen ins Massengeschäft ein. Cloud Computing beginnt, sich für viele Anwendungen und Prozesse zu etablieren.
B2B-Online Booking Systeme und B2C Portale werden zunehmend zur Drehscheibe für Buchungen aus verschiedenen Kanälen.

### Ab 2013: Konsolidierung – globale Architekturen – Disruption
In den Jahren vor 2013 sind viele Anwendungen, Architekturen und Schnittstellen entstanden. Viele Produkte konnten mit der schnellwechselnden Technologie nicht mithalten und erscheinen veraltet.
Internet ist weltweit gut verfügbar. Mobiltelefone sind Standard.
Neue Apps mit disruptivem Potential entstehen und verändern den Markt rasant, beispielsweise myTaxi (VDA), AirBnB (CRS) oder Uber (VDA). Bestehende Prozesse werden mit neuen Technologien verändert, z. B. durch Spracheingaben oder Integrationen.
B2B-Online Booking Engines und B2C Portale integrieren immer mehr Anbieter und Buchungskanäle und beginnen damit, Informationsservices einzubinden. Plattformen sind technisch in der Lage, beliebige Daten zwischen Systemen zu übergeben. Vielfach existieren offene Schnittstellen für den Datenaustausch.
Auf Anbieterseite zeichnet sich ein Überangebot und eine bevorstehende Marktbereinigung ab.

### Ab 2019: seamless Travel - Automatisierung
Künstliche Intelligenz ist in guter Qualität verfügbar und eröffnet neue Möglichkeiten wie Dynamic Packaging (Reiseleistungen werden erst zum Zeitpunkt der Anfrage bestmöglich kombiniert) oder Spracherkennung. Systemgrenzen sind nur noch begrenzt relevant.
Das Smartphone wird zum permanenten Begleiter der Reisenden. Chatbots und KI werden in den mobilen Geräten integriert und geben alle wichtigen Informationen, etwa über alternative Reisemöglichkeiten bei Störungen im Reiseplan. Die Reisewelt kann vollständig vernetzt werden.

## Hotelsoftware
Bei Hotelsoftware handelt es sich um ein spezialisiertes Buchungssystem, bestehend aus einem Zimmerreservierungs- und Abrechnungssystem. Als Fachbegriff wird dafür Property Management System (PMS) verwendet. Anwendung findet diese heutzutage in Beherbergungsbetrieben jeglicher Art und Größe.
Die ersten PC-Lösungen entstanden Anfang der 80er Jahre. Die Software wurde hier allein von der Rezeption des Betriebs bedient. Ab Mitte der 1980er Jahre entstanden die ersten grafischen Reservierungspläne in Farbe und Fenstertechnik. Die Netzwerktechnik erleichterte die Hotelorganisation und machte den Einsatz einer Hotelsoftware auch für kleinere Hotelbetriebe interessant. Sie erstellen bei einer Anfrage eines Gastes ein Angebot und versenden dieses direkt per E-Mail. Sie speichern eine Buchung und erstellen eine Buchungsbestätigung. Sie erstellen die Gastrechnung. All diese Arbeiten werden mit wenigen Mausklicks vom Belegungsplan aus erledigt.
Eine komplett personallose Hotelsoftware Lösung bieten sogenannte 24-Stunden-Rezeptionisten an, indem sie Gästen ermöglichen, rund um die Uhr einzuchecken, Reservierungen zu verwalten, Ausweisdaten zu erfassen, Zahlungen abzuwickeln und Zimmerschlüsselkarten automatisch auszugeben, sowie den Check-out-Prozess zu vereinfachen.